# I'm Poppy
I'm Poppy è una webserie statunitense creata da Titanic Sinclair per YouTube Red.
L'episodio pilota è stato presentato il 23 gennaio 2018 al Sundance Film Festival.
La serie ha prodotto solo un progetto pilota a partire da febbraio 2018, ma i produttori intendono realizzare più episodi dello spettacolo.

## Trama
Poppy, una strana cantante pop e star di Internet, firma un accordo con un dirigente della rete televisiva impressionato dai suoi video e dai suoi seguaci online. Ma il suo successo con "The Poppy Show" suscita l'invidia di Charlotte, un manichino che si rifà il look per assomigliare all'oggetto della sua ossessione. Più tardi, Poppy, firma un patto con Satana promettendo che diventerà "la ragazza più famosa del mondo", dopo di che un culto religioso fanatico tenta di rapirla dallo studio televisivo.

## Episodi
| n° | Titolo    | Diretto da       | Scritto da       | Pubblicazione   |
| -- | --------- | ---------------- | ---------------- | --------------- |
| 1  | I'm Poppy | Titanic Sinclair | Titanic Sinclair | 25 gennaio 2018 |

## Personaggi e interpreti

### Principali
- Poppy[6], interpretata da Poppy
- Johnny, interpretato da Samm Levine
- Ivan Kross, interpretato da Dan Hildebrand
- Able Abraham, interpretato da Brad Carter
- God and Satan, interpretati da Kofi Boakye
- Pop Star, interpretata da Madison Lawlor

### Guest star
- Benton, interpretato da Brian Dare
- Crew Member #1, interpretata da Paige Annette
- Crew Member #2, interpretata da Sierra Santana
- Crew Member #3, interpretato da Dan Fleming
- Cult Member, interpretato da Israel Wright
- Reporter, interpretata da Irena Murphy

## Produzione

### Sviluppo
Il 4 dicembre 2017, il regista e sceneggiatore della serie, Titanic Sinclair, ha ufficialmente annunciato per la prima volta lo spettacolo sul suo account Twitter, descrivendolo come "la cosa più facile ed ambiziosa di cui abbia mai fatto parte". Questo è stato seguito da un annuncio delle date in cui sarebbe andato in onda durante il Sundance Film Festival: 23, 24 e 26 gennaio. Il 16 gennaio 2018, i biglietti per lo spettacolo al festival sono stati venduti. La serie ha debuttato su YouTube Red il 25 gennaio 2018.
Poppy ha descritto la serie come "basata su esperienze vere" e che i produttori stanno "solo raccontando cosa vuol dire essere a Hollywood".

### Marketing
Il 22 gennaio 2018, un trailer della serie è stato caricato sull'account YouTube di Poppy.

## Accoglienza
Il critico dell'Hollywood Reporter, Daniel Fienberg, ha dichiarato di aver trovato l'episodio pilota "ispirato e distintivo", ma non riusciva a immaginare come la serie possa "contenere un altro episodio". Adi Robertson di The Verge ha detto che non aveva la stessa semplicità ipnotica e ambigua che molti dei video di Poppy e che l'episodio non era "abbastanza strano". Julia Alexander di Polygon ha detto che è la prova che YouTube Red potrebbe essere eccezionale, definendo la serie "divertente" e "autenticamente YouTube".